# کارل ماک فن لایبریش
کارل ماک فن لایبریش (انگلیسی: Karl Mack von Leiberich؛ ۲۵ اوت ۱۷۵۲ – ۲۲ دسامبر ۱۸۲۸) یک فرد نظامی اهل اتریش بود.